# Boehmeria rigida
Boehmeria rigida là loài thực vật có hoa trong họ Tầm ma. Loài này được Benth. mô tả khoa học đầu tiên năm 1849.